# Station Skreia
Station Skreia was het eindpunt van de voormalige spoorlijn Skreiabanen. Deze lijn verbond het dorp Skreia in de gemeente Østre Toten met Reinsvoll in de gemeente Vestre Toten beide tegenwoordig gelegen in fylke Innlandet in Noorwegen. Het stationsgebouw in Skreia is nog aanwezig. Het gebouw werd ontworpen door Paul Due. 